# Jean-Claude Vrinat

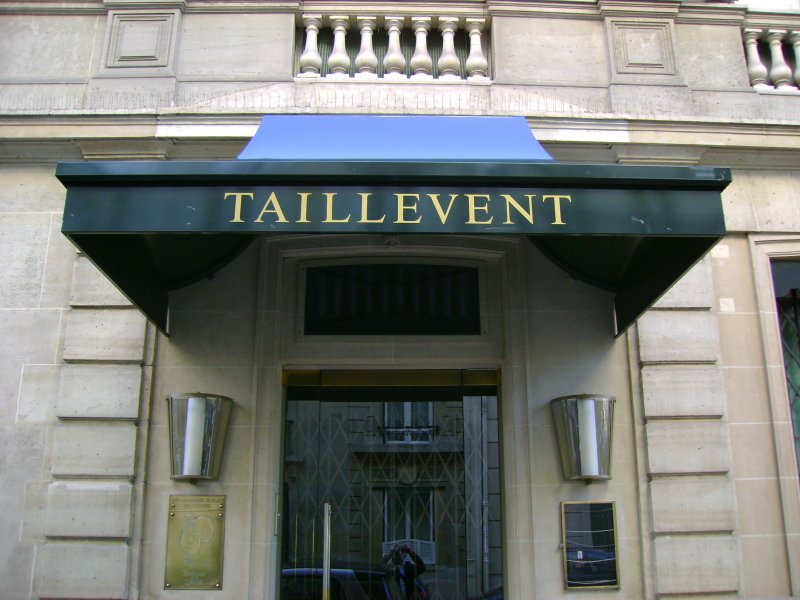
Restaurant Taillevent

Jean-Claude Vrinat (* 12. April 1936 in Villeneuve-l’Archevêque; † 7. Januar 2008 in Paris) war Inhaber des berühmten Restaurants Taillevent in Paris.

## Restaurant
Das Restaurant wurde 1946 von seinem Vater André Vrinat gegründet und wurde nach dem Hofkoch von König Karl V. benannt. Es gilt seit langem als Inbegriff der Haute Cuisine und ist für seinen Service und die umfangreiche Weinkarte bekannt. Von 1973 bis 2007 wurde es mit drei Michelinsternen ausgezeichnet, seitdem mit zwei Michelinsternen.

## Leben
1959 absolvierte Vrinat sein Diplom an der École des hautes études commerciales de Paris. 1962 stieg er in das Restaurant Taillevent seines Vaters ein und übernahm das Restaurant am 3. September 1972.
Jean-Claude Vrinat war 1976 Jurymitglied bei der Weinjury von Paris. 1987 stieg Vrinat mit dem Geschäft Les Caves Taillevent auch in den Weinhandel ein. Im März 2001 eröffnete er ein zweites, kleineres Pariser Restaurant L'Angle du Faubourg.
Vrinat starb 2008 im Alter von 71 Jahren in einem Pariser Krankenhaus an Lungenkrebs.